# Незер, Якоб
Якоб Незер (нем. Jakob Neser, 30 декабря 1883 — 1939) — германский борец греко-римского стиля, призёр чемпионатов мира и Европы.
Родился в 1883 году в Людвигсхафене. В 1911 году занял первое место на неофициальном чемпионате мира. В 1912 году занял 2-е место на неофициальном чемпионате Европы, а на Олимпийских играх в Стокгольме стал 4-м. В 1913 году стал серебряным призёром чемпионата мира.
После Первой мировой войны в 1920 году занял 2-е место на чемпионате Германии.